# Копытов, Степан Логинович
Степа́н Ло́гинович Копы́тов (15 августа 1924, Брылино, Уральская область — 22 декабря 1993, Могоча, Читинская область) — гвардии младший сержант Рабоче-крестьянской Красной Армии, участник Великой Отечественной войны, Герой Советского Союза (1944). После войны работал машинистом тепловоза.

## Биография
Степан Логинович Копытов родился 15 августа 1924 года в крестьянской семье в селе Брылино Брылинского сельсовета Чашинского района Курганского округа Уральской области, ныне село входит в Каргапольский муниципальный округ Курганской области.
Окончил начальную школу (три класса), после чего работал в колхозе. Ухаживал за лошадьми, работал в кузнице молотобойцем.
В 1940 году его направили в Копейскую школу фабрично-заводского ученичества. Когда началась Великая Отечественная война, участвовал в разгрузке и монтаже оборудования предприятий, эвакуированных из западных районов страны.
26 сентября 1942 года Копытов был призван Чашинским РВК на службу в Рабоче-крестьянскую Красную Армию и направлен в учебный полк младших командиров. Окончил полковую школу. С 25 августа 1943 года — на фронтах Великой Отечественной войны. Участвовал в Курской битве, был стрелком 3-го стрелкового батальона 29-го гвардейского стрелкового полка 12-й гвардейской стрелковой дивизии 61-й армии Центрального фронта. Отличился во время битвы за Днепр.
28 сентября 1943 года Копытов в числе первых в полку переправился через Днепр в районе деревни Глушец Лоевского района Гомельской области Белорусской ССР и принял активное участие в отражении немецких контратак. 29 сентября он вынес с поля боя получившего ранение командира роты лейтенанта Кудрявицкого, в рукопашной схватке уничтожил 3 немецких солдат, затем, защищая окоп с раненым командиром, уничтожил ещё около 10 солдат. В том бою он получил штыковое ранение в грудь и был подобран похоронной командой другой части. Во время сортировки тел санитары обнаружили, что Копытов ещё жив, и отправили его в госпиталь. В своей же части он был признан погибшим.
Указом Президиума Верховного Совета СССР «О присвоении звания Героя Советского Союза генералам, офицерскому, сержантскому и рядовому составу Красной Армии» от 15 января 1944 года за «образцовое выполнение боевых заданий командования по форсированию реки Днепр и проявленные при этом мужество и героизм» гвардии младший сержант Степан Копытов посмертно был удостоен высокого звания Героя Советского Союза. Когда выяснилось, что Копытов жив, ему были вручены орден Ленина и медаль «Золотая Звезда» за номером 8266. На момент представления к званию Героя С. Л. Копытов — беспартийный.
После окончания войны Копытов был демобилизован. Проживал в городе Могоча Читинской области, работал машинистом тепловоза.
Степан Логинович Копытов умер 22 декабря 1993 года в городе Могоча Могочинского района Читинской области, ныне Забайкальский край. Похоронен на Аллее Славы городского кладбища Могочи.

## Награды и звания
- Герой Советского Союза, 15 января 1944 года[4][5][6][7]
  - Орден Ленина № 61181
  - Медаль «Золотая Звезда» № 8266
- Орден Отечественной войны I степени, 1985 год
- медали.
- Знак «Почётному железнодорожнику».

## Память
- Улица Копытова в западной части города Могоча Забайкальского края
- В честь Копытова назван электровоз «ВЛ60» Могочинского депо, 2005 год[2].
- Мемориальная доска на улице Копытова в Могоче

## Семья
Отец Логин Кузмич Копытов, мать Пелагея Матвеевна (прожила 74 года). В семье четверо детей: Степан, Евгений, Анна, Мария. Когда младшей дочери исполнилось 4 года, отец умер. Евгений и Мария умерли в детстве.